# Loonatikk
Loonatikk ist eine Rockband aus Süddeutschland.

## Geschichte
Typisch für Loonatikk ist die Kombination aus Swing-Rhythmik und Hardrock-Gitarrenriffs. Ihre meistverkaufte CD ist Roll All Over You. Mit dieser CD und dem Nachfolger Devildance The Killerrokk erreichte die Band um die Jahrtausendwende ihren Popularitäts-Höhepunkt.
Loonatikk bestand die längste Zeit als Trio in der Besetzung Gesang/Bass, Gitarre und Schlagzeug. Im Anschluss an die Studioaufnahmen zur bis dahin komplexesten CD Oceans Pearls vergrößerte sich die Band auf acht Musiker, um dieses Songmaterial live umsetzen zu können. Nach der diese Phase abschließenden EP What Now, What Next? existiert Loonatikk weiter als Quartett. In dieser Viererbesetzung entstand auch die nachfolgende Doppel-CD Over The Moon.
Die ersten fünf Loonatikk-CDs erschienen über das Independent-Label MDD Records. Im Anschluss folgte eine einmalige Kooperation mit Chiller Lounge Records. Ab 2008 erschienen die CDs in Eigenregie der Band. Damit schloss sich der Kreis zu den selbstveröffentlichten Demobändern von Loonatikk in den frühen 1990er Jahren.

## Diskografie
- 1995: Bark'n'Bite
- 1997: Here Come' The King!
- 1999: Roll All Over You
- 2000: Devildance The Killerrokk
- 2002: Gorilla Beat
- 2005: Ocean Pearls
- 2008: What Now, What Next?
- 2014: Over The Moon